# Szuper sportosok
A Szuper sportosok (eredeti cím: Super Sportlets) egy amerikai-holland televíziós filmsorozat.
Amerikában 2013. augusztusában mutatták be, Magyarországon 2014. augusztus 21-étől az M2 tűzte műsorra.

## Szereplők
| Szereplő             | Eredeti hang     | Magyar hang        | Leírás |
| -------------------- | ---------------- | ------------------ | ------ |
| Amy (Athletica)      | Krys Marshall    | Nemes Takách Kata  |        |
| Ben (Ballistico)     | Brant Daugherty  | Endrédi Máté       |        |
| Celine (Charm)       | Kelly Huddleston | Bogdányi Titanilla |        |
| Stefan (Strongo)     | Nathaniel Benton | Markovics Tamás    |        |
| Rudy Rude            | Tanner Thomason  | Hamvas Dániel      |        |
| STT / Sport Tudástár | ?                | Seszták Szabolcs   |        |
| Lord Less            | ?                | Rosta Sándor       |        |

- További szereplők: Bogdán Gergő, Császár András, Czető Roland, Molnár Ilona, Molnár Levente, Stukovszky Tamás

## Epizódok
1. A labdazsonglőr
2. A dekázás bajnoka
3. A jojó hőse
4. Kosárlabda szabályok
5. Repül a frizbi
6. Egy sosem volt sport
7. Capoeira: táncba rejtett harcművészet
8. Jobb ma egy gördeszka, mint holnap semmi
9. Fuss, sportos, fuss!
10. Baseball - ütős játék
11. Játék, játszma és meccs
12. Taekwondo: a lábbal és kézzel küzdés művészete
13. Trójai falovak: Rejtélyek a strandröplabda körül
14. Nem minden az erő
15. Kidobós
16. Szorít a futballcsuka
17. Szörf: könnyű leesni
18. Lólengés
19. BMX-trükkök
20. Ruby Rude, avagy a kondi edzés
21. Nincs 'én' a csapatban
22. Zsákolás
23. Flag futball
24. A taekwondo-robot
25. Breakdance nagymenők
26. Lord Less elszabadul